# Rezerwat przyrody Czarcia Kępa
Rezerwat przyrody Czarcia Kępa – leśny rezerwat przyrody położony na terenie gminy Dubeninki w powiecie gołdapskim (województwo warmińsko-mazurskie).
Obszar chroniony utworzony został 10 sierpnia 2021 r. na podstawie Zarządzenia Regionalnego Dyrektora Ochrony Środowiska w Olsztynie z dnia 23 lipca 2021 r. w sprawie uznania za rezerwat przyrody „Czarcia Kępa” (Dz. Urz. Woj. Warm.-Maz. z 2021 r., poz. 2941). Inicjatorem jego powstania był dr Paweł Pawlikowski z Uniwersytetu Warszawskiego.

## Położenie
Rezerwat ma 30,25 ha powierzchni. Znajduje się na terenie obszaru ewidencyjnego Maciejowięta (działka ewidencyjna nr 470), na stromym zboczu doliny rzeki Błędzianki. W pobliżu położone są miejscowości Wysoki Garb i Przerośl. Rezerwat od południa graniczy bezpośrednio z województwem podlaskim. Obszar chroniony leży w całości w granicach otuliny Parku Krajobrazowego Puszczy Rominckiej oraz w mezoregionie Puszczy Rominckiej.

## Charakterystyka
Celem ochrony rezerwatowej jest „zachowanie grądu zboczowego Acer platanoides-Tilia cordata na zboczach o szczególnie urozmaiconej młodoglacjalnej rzeźbie z naturalnymi mechanizmami jego funkcjonowania i regeneracji oraz populacji dzwonka szerokolistnego Campanula latifolia”. Wśród grądów dominują lipy i świerki, a znajdują się również graby, osiki, brzozy, klony oraz wiązy górskie. Stwierdzono obecność 190 gatunków roślin naczyniowych, z czego 5 podlega ochronie gatunkowej (paprotnik kolczysty Polustichum aculeatum, dzwonek szerokolistny Campanula latifolia, podkolan zielonawy Platanthera chlorantha, gnieźnik leśny Neottia nidus-avis i wawrzynek wilczełyko Daphne mezereum). Wspomniany dzwonek szerokolistny ma tu najprawdopodobniej największą populację w Polsce, zaś paprotnik kolczysty jest rzadko spotykany w tej części kraju. Do innych istotnych roślin zalicza się wątrobowiec Metzgeria furcata. Centralną część rezerwatu zajmują źródliska, cyrk źródliskowy z manną gajową i łęgami. Przy jego granicy zlokalizowane są dawne kopce graniczne pomiędzy Królestwem Prus a Cesarstwem Rosyjskim. Obszar Czarciej Kępy stanowi leśną wyspę w otwartym krajobrazie rolniczym okolicy w ramach tzw. „kotła Maciejowięta”.
Według stanu na sierpień 2021 rezerwat nie ma wyznaczonego planu ochrony ani zadań ochronnych. Nie jest on udostępniany do użytku turystycznego ani rekreacyjnego.